# 吳焜裕
吳焜裕（1959年2月20日—），生於臺灣嘉義縣水上鄉，公衛、職業醫學與工業衛生學者，第9屆民主進步黨籍不分區立委，黨內排名第一名，並為「國際醫衛交流促進會」副會長、「台菲國會議員聯誼會」會長。曾任臺大公衛學院教授、國衛院副研究員、環保團體看守臺灣協會、環境保護學會成員。2014年，因過勞罹患眼疾視網膜色素病變，開始配戴醫療用濾色鏡片眼鏡。

## 生平
吳焜裕為農家子弟，出身嘉義水上佃農家庭。1982年自國立清華大學化工系畢業後，進入臺塑企業仁武廠工作，擔任助理工程師。
工作一段時間後，決定回到校園，從事學術研究。1989年取得國立陽明大學醫學工程碩士。後負笈美國，取得北卡羅萊納大學環境科學與工程博士。在學期間，曾於1997年美國毒理學年會上，獲得學生「風險評估專業最佳論文」獎項（毒理學）。
學成歸國，任教於國立臺灣大學公共衛生學院。
吳焜裕與毒物專家林樑醫師長期合作，在許多公共衛生、食品安全議題上提出專業意見，曾參與瘦肉精美牛事件、塑化劑事件、毒澱粉事件、富味鄉油品事件，以及餿水油事件等。
2014年，吳焜裕過度勞累而罹患眼疾，因此配戴專用的濾色鏡片。
2015年，吳焜裕被列為民主進步黨首席全國不分區立法委員，代表食安、衛生專業。
2016年5月3日，吳焜裕說，2012年馬英九政府接受國際食品法典委員會（Codex）制定的瘦肉精安全劑量之後，必須「有充分科學證明」瘦肉精安全劑量應該是0，才會有「瘦肉精零檢出」的機會，但這在科學上會非常困難。他說，有很多對人體健康造成更大危害的，政府8年來都沒在管，像棉酚、抗生素都沒管，而大腸癌現在是民眾癌症排名第一，紅肉、加工肉也沒有好好在管，「國人是真的關心食安，還是關心政治？我不是很了解」。

## 爭議與意外
2016年7月2日，中國國民黨團原定於立法院衛環委員會議事開始前召開記者會抗議民主進步黨無視勞工議題，且強行撤銷開會通知，但記者會還沒開始，兩黨立委就爆發嚴重衝突。民進黨立委吳焜裕拿起椅子放上主席台，阻撓國民黨記者會進行，卻不慎傷到站在主席台後方的國民黨立委李彥秀，導致李彥秀右手挫傷。吳焜裕接受媒體訪問時，被問到為何如此激動，民進黨團總召柯建銘一度擋在吳焜裕前，替他回答說，因為實在看不下去，所以大家都很激動，而在柯建銘離開後，吳焜裕再度受訪，記者詢問放椅子難道不怕傷到人，他說扛椅子之前有清楚看到桌子的空間，足夠放下椅子，接著又說，「只是好玩」，想說「他們坐在那裡，我也可以坐在那裡呀」，記者追問哪裡好玩，此時其他民進黨立委出聲緩頰，吳焜裕則解釋自己沒有激動，既然國民黨立委可以坐上主席台，那他也可以，這是他的自由，記者再追問，李彥秀手受傷了，吳愣了一下，答說：「我也不是要攻擊她啦，希望李彥秀應好好養傷」，同日下午，吳焜裕針對早上不慎的行為發表聲明稿道歉。
2017年4月5日，吳焜裕以科幻片的戰爭武器為例去質詢國家中山科學研究院和科技部引發爭議。
2018年11月14日，吳焜裕痛斥中央研究院利用透過公民科學與大數據精神所做出的「空氣盒子檢測」，採樣設計標準不夠嚴謹，導致取樣數據遭受質疑，恐會造成台中民眾恐慌，表示「空氣盒子檢測」之預算一定要刪，引起輿論譁然。

## 修正法律提案
1. 國防產業發展條例草案  (108年5月31日完成三讀)
2. 全民防衛動員準備法第九條、第十四條及第二十三條條文修正草案  (108年5月31日完成三讀 )
3. 職業安全衛生法第三條條文修正草案  (108年4月26日完成三讀 )
4. 公司法第九十九條及第一百五十四條條文修正草案 (107年7月6日完成三讀)
5. 空氣污染防制法部分條文修正草案  (107年6月25日完成三讀)
6. 中華民國刑法第一百九十條之一條文修正草案 (107年5月29日完成三讀)
7. 有機農業促進法草案 (107年5月8日完成三讀 )
8. 行政院環境保護署毒物及化學物質局組織法草案  (105年12月9日完成三讀)
9. 油症患者健康照護服務條例第四條及第十二條條文修正草案 (105年11月1日完成三讀)[參考https://lis.ly.gov.tw/立法院國會圖書館議事及發言系統[]]

## 著作
- 汪禧年; 吳焜裕.  初版. 行政院勞委會勞工安全衛生研究所. 2009-03-01: 62頁  [2014-10-19]. （原始内容存档于2014-10-19） （中文（臺灣））.

- 汪禧年; 吳焜裕. . 黃100年度研究計畫A320 初版 (行政院勞委會勞工安全衛生研究所). 2010-02-01: 48頁  [2021-01-16]. （原始内容存档于2016-03-04） （中文（臺灣））. ，（页面存档备份，存于）

- 汪禧年; 吳焜裕. . 黃100年度研究計畫A320 初版 (行政院勞委會勞工安全衛生研究所). 2012-03-01: 54頁. ISBN 978-986-031-978-1 （中文（臺灣））.

- 汪禧年; 吳焜裕. . 101白A322 初版 (行政院勞委會勞工安全衛生研究所). 2013-04-01: 58頁. ISBN 978-986-036-602-0 （中文（臺灣））.

## 殊榮
- 2019年1月，獲頒口袋國會第六會期整體表現優異立法委員。[10]
- 2018年10月，獲頒公督盟第五會期社會福利與衛生環境委員會優秀立法委員。[11]
- 2017年美國風險分析學會 The Burk Outstanding Service Award of the Society for Risk Analysis,於當年度Annual Meeting of Society for Risk Analysis, Virginia頒發.(亞洲第二位受獎者)[12]
- 2006年湯森路透引文桂冠獎（Thomson Scientific Citation Laureate Award，第2屆，與8人得獎）
- 1997年美國毒理學年會《風險評估專業論文獎》第一名[1]

## 外部連結
- 臺大公衛學院 吳焜裕教授首頁
- 食安立委吳焜裕 臉書
- 吳焜裕